# Receptor metabotrópico de glutamato
Os receptores metabotrópicos de glutamato , ou mGluRs, são um tipo de receptor de glutamato que operam através de uma processo metabotrópico indireto. Eles são membros da família do grupo C dos receptores acoplados à proteína G, ou GPCRs. Como todos os receptores de glutamato, vinculam mGluRs com glutamato, um aminoácido que funciona como neurotransmissor excitatório.